# チェン・ライライ
チェン・ライライ（鄭麗麗、Cheng Lai Lai（Kate）、3月18日 - ）は香港の女性声優。1988年からフリー声優として活動し、1992年から香港の無綫電視の声優組に転入、日本アニメからテレビドラマの広東語版吹替え声優として知られていた。

## 声優活動
※太字は主役・メインキャラクター。特記がない項目はすべて広東語役。

### テレビアニメ、OVA
| 放送年 | 作品名                       | 役                          | 備考  |
| ------ | ---------------------------- | --------------------------- | ----- |
| 1993   | 絶対無敵ライジンオー         | 白鳥マリア                  |       |
| 1993   | きんぎょ注意報!              | わぴこ                      |       |
| 1993   | まじかる☆タルるートくん      | タルるート                  |       |
| 1997   | ちびまる子ちゃん             | さくらももこ〈まる子〉      | 第1期 |
| 1998   | ちびまる子ちゃん             | さくらももこ〈まる子〉      | 第2期 |
| 2006   | ふたりはプリキュア           | 雪城ほのか/キュアホワイト   |       |
| 2007   | ふたりはプリキュア Max Heart | 雪城ほのか/キュアホワイト   |       |
| 2015   | プリパラ1stシーズン          | ドロシー・ウェスト          |       |
| 2017   | ドキドキ!プリキュア          | 菱川六花/キュアダイヤモンド |       |

### 劇場版、アニメ映画
| 放送年 | 作品名                                | 役                     | 備考 |
| ------ | ------------------------------------- | ---------------------- | ---- |
| 2001   | ちびまる子ちゃん（映画）              | さくらももこ〈まる子〉 |      |
| 2016   | ちびまる子ちゃん イタリアから来た少年 | さくらももこ〈まる子〉 |      |